# Prelatura territorial de Corocoro
La prelatura territorial de Corocoro (espanyol: prelatura territorial de Corocoro, llatí: Praelatura Territorialis Corocorensis) és una seu de l'Església Catòlica a Bolívia, sufragània de l'arxidiòcesi de La Paz. Al 2004 tenia 190.430 batejats sobre una població de 210.894 habitants. Actualment està regida pel bisbe Percy Lorenzo Galvan Flores.

## Territori
La diòcesi comprèn les següents províncies del departament bolivià de part de La Paz: Aroma, Loayza, Pacajes, Inquisivi, Gualberto Villarroel i José Manuel Pando.
La seu episcopal és la ciutat de Corocoro.
El territori s'estén sobre 28.823 km², i està dividit en 28 parròquies.

## Història
La prelatura territorial va ser erigida al 25 de desembre de 1949 mitjançant la butlla Quod christianae plebis del Papa Pius XII, prenent-se el territori de l'arquebisbat de La Paz.

## Cronologia episcopal
- Ubaldo Evaristo Cibrián Fernández, C.P. † (7 de març de 1953 - 14 d'abril de 1965 mort)
- Jesús Agustín López de Lama, C.P. (10 de juny de 1966 - 5 de setembre de 1991 renuncià)
- Toribio Ticona Porco (4 de juny de 1992 - 29 de juny de 2012 jubulat)
- Percy Lorenzo Galvan Flores, des del 2 de febrer de 2013

## Estadístiques
A finals del 2004, la diòcesi tenia 190.430 batejats sobre una població de 210.894 persones, equivalent al 90,3% del total.
| any  | població | població | població | sacerdots | sacerdots       | sacerdots       | sacerdots             | diaques | religiosos | religiosos | parròquies |
| ---- | -------- | -------- | -------- | --------- | --------------- | --------------- | --------------------- | ------- | ---------- | ---------- | ---------- |
| any  | batejats | total    | %        | total     | clergat secular | clergat regular | batejats por sacerdot | diaques | homes      | dones      |            |
| 1966 | ?        | 45.000   | ?        | 16        | 6               | 10              | ?                     |         | 12         | 10         | 27         |
| 1970 | 257.726  | 303.208  | 85,0     | 23        | 9               | 14              | 11.205                |         | 17         | 18         | 29         |
| 1976 | 272.887  | 303.208  | 90,0     | 16        | 6               | 10              | 17.055                |         | 10         | 20         | 28         |
| 1977 | 240.300  | 267.079  | 90,0     | 20        | 7               | 13              | 12.015                |         | 13         | 28         | 28         |
| 1990 | 304.000  | 336.000  | 90,5     | 13        | 2               | 11              | 23.384                | 1       | 13         | 16         | 28         |
| 1999 | 200.000  | 255.459  | 78,3     | 18        | 8               | 10              | 11.111                | 2       | 10         | 19         | 28         |
| 2000 | 210.000  | 265.560  | 79,1     | 18        | 10              | 8               | 11.666                | 2       | 23         |            | 28         |
| 2001 | 190.000  | 226.000  | 84,1     | 18        | 10              | 8               | 10.555                | 2       | 8          | 15         | 28         |
| 2002 | 205.345  | 234.938  | 87,4     | 19        | 11              | 8               | 10.807                | 2       | 8          | 19         | 28         |
| 2003 | 199.569  | 210.894  | 94,6     | 17        | 11              | 6               | 11.739                | 2       | 7          | 20         | 28         |
| 2004 | 190.430  | 210.894  | 90,3     | 16        | 10              | 6               | 11.901                | 2       | 7          | 19         | 28         |